# Aaro Vainio
Aaro Vainio (Espoo, 2 oktober 1993) is een Fins autocoureur.

## Carrière

### Karting
Vainio heeft een succesvolle kartcarrière gehad. Hij won het Finse Kartkampioenschap in 2007 en in 2008 won hij het Europese KF3-kampioenschap en de Junior Monaco Kart Cup. In 2009 werd hij tweede in het CIK-FIA Wereldkampioenschap Karten achter de Fransman Arnaud Kozlinski en won hij het Europese KF1-kampioenschap.

### Formule Renault
In 2010 stapt Vainio over naar de eenzitters, hij gaat rijden voor het team Tech 1 Racing in de Eurocup Formule Renault 2.0. Hij zou eerst deelnemen met het team SG Formula, maar dat team nam uiteindelijk niet deel. Zijn manager is Nicolas Todt, zoon van FIA-president Jean Todt en manager van Formule 1-coureur Felipe Massa. Todt heeft als doel dat Vainio in 2014 in de Formule 1 kan debuteren. Hij had een goed debuutseizoen: hij behaalde twee pole positions op de Hungaroring en behaalde zeven podia op een rij. Vainio was ook een kandidaat voor de Ferrari Young Driver Academy, maar hij was hier onsuccesvol.
In 2012 reed Vainio, na afloop van het GP3-kampioenschap, de laatste zes races in de Formule Renault 3.5 Series voor Team RFR als teamgenoot van Michail Aljosjin. In de laatste race van het kampioenschap op het Circuit de Catalunya behaalde hij zijn beste resultaat met een derde plaats, terwijl Aljosjin tweede werd. Vainio eindigde als achttiende in het kampioenschap met 27 punten.

### GP3 Series
In 2011 gaat Vainio in de GP3 Series rijden voor het team Tech 1 Racing. Hij krijgt hier Andrea Caldarelli en Tamás Pál Kiss als teamgenoten. In zijn derde race op Catalunya behaalde hij zijn beste resultaat met een derde plaats. Hij eindigde uiteindelijk op de vijftiende plaats in het kampioenschap met 12 punten.
In 2012 blijft Vainio in de GP3 rijden, maar stapt hij over naar het kampioensteam Lotus GP, waar hij Daniel Abt en Conor Daly als teamgenoten krijgt. Hij behaalde zijn eerste pole position en overwinning in dit kampioenschap op het Circuit de Monaco, waarna hij kort het kampioenschap leidde. Na nog een pole position op de Hungaroring en enkele podiumplaatsen eindigde hij als vierde in het kampioenschap met 123 punten.
In 2013 rijdt Vainio nog steeds in de GP3, maar nu voor het nieuwe team Koiranen Motorsport. Hij krijgt hier Patrick Kujala en Kevin Korjus als teamgenoten.